# Синтин
«Синтин» — разработанное в СССР синтетическое высокоэнергетическое углеводородное ракетное топливо. Применение синтина сходно с применением керосина. 
Химическая формула — 1-метил-1,2-дициклопропилциклопропан (C10H16). Бесцветная, крайне текучая жидкость с лёгким приятным запахом.

## Характеристики

Синтез синтина

В отличие от большинства других вариантов высокоэффективного углеводородного топлива, синтин является химически устойчивым и может храниться неограниченно долго. 
Крайне текуч, что способствует снижению трения жидкости в двигательной установке, что снижает требования к мощности турбонасосов и повышает удельный импульс.

Четыре стереоизомера синтина

## Использование
Синтин как ракетное топливо используется в разгонных блоках ДМ, а также специальной модификации ракеты-носителя «Союз-У2» и крылатых ракетах.
Синтин также использовался в двигательной установке космического корабля «Буран».
С 1996 года в связи с уменьшением серии двигателей 11Д511 стало невозможно отбирать экземпляры, надежно работающие на синтетическом горючем. Из-за этого, а также в связи с высокой стоимостью производства синтина и его высокой токсичностью, пуски ракеты 11А511У2 («Союз-У2») были прекращены — начиная с «Союза ТМ-24», произошёл возврат на носитель «Союз-У». Одновременно это вынудило конструкторов бороться за снижение массы кораблей, чтобы компенсировать убыль энергетики носителя.